# 20 ngày ở Mariupol
20 ngày ở Mariupol (tiếng Ukraina: 20 днів у Маріуполі, đã Latinh hoá: 20 dniv u Mariupoli, tiếng Anh: 20 Days in Mariupol) là một bộ phim điện ảnh tài liệu ra mắt năm 2023 do Ukraina sản xuất với những cảnh quay từ những tuần đầu tiên của vụ Nga xâm lược Ukraina. Bộ phim do Mstyslav Chernov làm đạo diễn.
Bộ phim đã ra mắt lần đầu tại Liên hoan phim Sundance 2023, nơi tác phẩm đã giành chiến thắng trong cuộc thi phim tài liệu điện ảnh thế giới Sundance. Bộ phim đã được chọn làm đại diện của Ukraina đi tranh giải Oscar cho phim quốc tế hay nhất tại giải Oscar lần thứ 96, nhưng sau đó giành hạng mục Phim tài liệu hay nhất. Bộ phim cũng giành được một giải BAFTA, giải thưởng Hiệp hội Đạo diễn Mỹ và giải thưởng Điện ảnh Quốc gia Ukraina.
Bộ phim đã nhận được sự khen ngợi từ giới phê bình và được Ủy ban Quốc gia về phê bình điện ảnh vinh danh là một trong năm bộ phim tài liệu xuất sắc nhất năm 2023. Bộ phim cũng đã được chiếu tại phiên họp thứ 78 của Đại hội đồng Liên Hợp Quốc.

## Nội dung
Bộ phim kể lại câu chuyện về hai mươi ngày mà Mstyslav Chernov cùng các đồng nghiệp của mình ở thành phố Mariupol đang bị bao vây vào tháng 2 và tháng 3 năm 2022 trong những tuần đầu tiên của cuộc xâm lược toàn diện của Nga vào Ukraina. Chernov đã biên soạn các cảnh quay mà anh thu thập được tại Mariupol cùng với đội ngũ từ chương trình Frontline của PBS và Associated Press (AP).

## Sản xuất
Khi cuộc xâm lược toàn diện của Nga vào Ukraine bắt đầu vào ngày 24 tháng 2 năm 2022, đội ngũ của Associated Press đã ghi lại cuộc bao vây của Nga ở Mariupol và các thảm họa nhân đạo, tội ác chiến tranh của lực lượng Nga, bao gồm cả việc giết người hàng loạt đối với dân thường. Đặc biệt, AP là đơn vị đầu tiên chiếu những hậu quả của những cuộc không kích bệnh viện của Nga vào Mariupol. Các tài liệu được gửi định kỳ đến văn phòng biên tập từ nơi duy nhất ở Mariupol còn kết nối trực tuyến – dưới cầu thang gần cửa hàng tạp hóa bị phá hủy, vì vậy đoàn chỉ có thể chuyển giao 10% số vật liệu quay phim. Phần còn lại của các tài liệu, đặc biệt là video 30 giờ của Mstyslav Chernov, đã được đội ngũ của tờ AP mang ra khỏi Mariupol vào ngày 15 tháng 3 năm 2022 thông qua hành lang nhân đạo. Vào thời điểm đó, nhóm phóng viên AP của Chernov là những nhà báo cuối cùng còn lại ở thành phố.
Bộ phim được tạo ra từ các tài liệu của Chernov bởi đội ngũ sản xuất chương trình Frontline của PBS.

## Phát hành
Công ty phân phối phim tài liệu có trụ sở tại Anh, Dogwoof, quản lý quyền bán quốc tế và xử lý tất cả các giao dịch bán toàn cầu ngoại trừ Bắc Mỹ, nơi PBS Distribution đã mua quyền phân phối.
Bộ phim được phát hành tại các rạp chiếu chọn lọc ở Mỹ vào ngày 14 tháng 7 năm 2023. Tại Ukraina, bộ phim được phát hành tại các rạp chiếu chọn lọc vào ngày 31 tháng 8 năm 2023. Các buổi chiếu tiền ra mắt đã diễn ra tại nhiều thành phố trên khắp Ukraine, bao gồm ở Kyiv (Liên hoan Bouquet Kyiv Stage 2023) và Lviv (NGO "Lviv Media Forum"). Vào ngày 21 tháng 4 năm 2024, bộ phim được phát hành trên Netflix.

### Tranh cãi về buổi chiếu tại Serbia
Tháng 10 năm 2023, bộ phim dự định được chiếu tại liên hoan Beldocs ở Serbia tại Trung tâm Văn hóa Lazarevac ở ngoại ô Belgrade. Tuy nhiên, ngày 10 tháng 10 cùng năm, đảng Cấp tiến Serbia đã kêu gọi hủy buổi chiếu bộ phim "tuyên truyền chống Nga của chế độ Kyiv", coi đó là "nỗ lực của phương Tây nhằm thay đổi thái độ của người dân Serbia đối với anh em nước Nga". Vào ngày 12 tháng 10, ban tổ chức liên hoan đã hủy buổi chiếu, nhấn mạnh rằng "Beldocs không đứng sau quyết định này và không tham gia vào đó". Cuối cùng, bộ phim đã được chiếu tại Belgrade vào ngày 21 tháng 2 năm 2024.

## Đón nhận

### Doanh thu
Vào cuối tuần đầu tiên của tháng 9 năm 2023, bộ phim đã thu về hơn 530.000 UAH (khoảng 15.000 USD) tại phòng vé Ukraine, trở thành bộ phim tài liệu có doanh thu cao nhất trong lịch sử điện ảnh Ukraina. Tính đến tháng 3 năm 2024, tổng doanh thu phòng vé của bộ phim là 20.500 USD.

### Đánh giá chuyên môn
Trên hệ thống tổng hợp kết quả đánh giá Rotten Tomatoes, bộ phim nhận 100% lượng đồng thuận dựa trên 69 bài đánh giá, đạt điểm trung bình là 8,8/10. Các chuyên gia của trang web nhất trí rằng: "20 ngày ở Mariupol đã cung cấp một cái nhìn khốc liệt nhưng vô cùng quan trọng về tác động tàn phá của chiến tranh." Trên chuyên trang Metacritic, tác phẩm giành số điểm trung bình là 83/100, dựa theo 19 phê bình gia, cho thấy giới chuyên môn đều dành những lời "tán dương rộng rãi".
Dennis Harvey của tạp chí Variety viết rằng "Đây là một tác phẩm u ám nhưng rất cần thiết", và "dù bộ phim tài liệu này không có một cốt truyện đơn giản, nhưng sự tường thuật từ góc nhìn cá nhân không cầu kỳ của đạo diễn cùng với sự dữ dội của các bằng chứng về tội ác chiến tranh đã làm cho nó trở nên hấp dẫn không kém." Frank Scheck của The Hollywood Reporter viết rằng 20 ngày ở Mariupol "là một ví dụ đặc biệt hấp dẫn của thể loại này, kể về cuộc bao vây kéo dài nhiều tuần của thành phố cảng Ukraine với sự tấn công của lực lượng Nga. [...] Điều rõ ràng nhất mà bộ phim mang lại, ngoài bi kịch con người, chính là tầm quan trọng thiết yếu của các phóng viên chiến trường và sự dũng cảm, tài trí mà họ phải có để làm việc trong điều kiện sống chết như vậy." Randy Myers của The Mercury News đã cho bộ phim 3.5/4 sao, gọi đây là "một tác phẩm báo chí nghiêm túc, cần thiết" và "một bản tường thuật sống động từ các nhà báo Ukraina tại AP, những người đã dành gần ba tuần để ghi lại cuộc tấn công không thương tiếc vào thành phố cảng bị Nga tấn công."
Matt Zoller Seitz của RogerEbert.com đã chấm điểm bộ phim ba rưỡi trên bốn sao, nói rằng "Nó sẽ nằm trong danh sách các bộ phim tài liệu tuyệt vời mà người xem sẽ không bao giờ muốn xem lại. ... Đây là một báo cáo từ địa ngục trên Trái Đất. Tính phân mảnh, hỗn loạn, và thiếu chính xác của nó là một sự khám phá độc đáo."

### Giải thưởng
20 Days in Mariupol đã tham gia tranh tài tại Liên hoan phim phim Sundance 2023 trong hạng mục Phim tài liệu thế giới. Buổi công chiếu thế giới của bộ phim đã diễn ra tại lễ hội vào tháng 1 năm 2023. Bộ phim đã giành giải thưởng Khán giả yêu thích trong hạng mục Phim tài liệu thế giới.
Bộ phim đã nhận hơn 20 giải thưởng và được đề cử giải BAFTA ở 2 hạng mục, và giành chiến thắng ở một trong số đó, cùng với giải Oscar cho phim tài liệu xuất sắc nhất và giải thưởng Hiệp hội Đạo diễn Mỹ. Bộ phim cũng đã giành giải thưởng Alfred I. DuPont do Đại học Columbia trao tặng vào năm 2024.